# Malaspina (film)
Malaspina è un film del 1947, diretto da Armando Fizzarotti, in parte ispirato alla canzone napoletana Che malaspina! di Giuseppe Cioffi ed Enzo Fusco.
Il film segnò l'esordio cinematografico dell'attore Aldo Bufi Landi.

## Trama
Maria ama Andrea che la ricambia, ma si lascia corteggiare anche da Gaetano. I due rivali si incontrano un giorno e Andrea, provocato da Gaetano, lo sfregia con una coltellata. Arrestato e sottoposto a processo è condannato ad una pena di detenzione.
Rilasciato dal carcere per amnistia, apprende che Maria, la quale gli aveva giurato eterno amore e che egli continua ad amare appassionatamente, s'è data alla vita galante ed è divenuta la favola del quartiere dove la gente la chiama "Malaspina".
Disgustato, Andrea si tiene lontano dall'infida e cerca di annegare nel vino la sua pena, mentre Gaetano, che intanto si è arricchito nei più loschi traffici, si avvicina di nuovo a Maria, le fa splendidi regali e si offre di sposarla. Maria acconsente ma l'immagine di Andrea, l'unico uomo che ella abbia amato, non si cancella dal suo cuore. Quando tutto è pronto per la cerimonia, si sottrae alle nozze e si rifugia in un convento dove chiede di essere accolta come novizia.
Gaetano, credendo Andrea complice della fuga, lo affronta col revolver in pugno, ma viene disarmato ed ucciso da Andrea, che poi scappa, visto dalla finestra dalla madre di Maria. Quindi Andrea passa sotto il Convento di Maria, la quale lo vede da un terrazzo, scende di corsa e felice gli va incontro. Andrea al contrario, freddo, le dice di pregare non solo per lui ma anche per Gaetano e se ne va senza voltarsi indietro. Maria gli corre dietro chiamandolo, poi scoppia a piangere a dirotto, rientra in Convento chiudendo dietro di sé il cancello, che sa non riaprirsi mai più.

## Produzione
Il film è ascrivibile al filone dei melodrammi sentimentali, comunemente detto strappalacrime, allora molto in voga tra il pubblico italiano, in seguito ribattezzato dalla critica con il termine neorealismo d'appendice.

## Distribuzione
Il film venne distribuito nel circuito cinematografico italiano il 1º maggio del 1947.

## Accoglienza
Il successo del film sia a Napoli, sia in due locali di New York per italoamericani, fruttò circa 45 milioni di lire dell'epoca. Ma Roberto Amoroso aveva venduto i diritti del film a due facoltosi esercenti puteolani, Antonio Ferrigno (della "A.F. Film") e Caserta.
Il film era costato appena 2 milioni di lire di allora, quando finì il periodo di sfruttamento, compreso il successo americano, aveva incassato in totale 380 milioni di lire dell'epoca, di cui 170 milioni di lire in Italia..